# Bathypogon flavifemoratus
Bathypogon flavifemoratus är en tvåvingeart som beskrevs av Hull 1958. Bathypogon flavifemoratus ingår i släktet Bathypogon och familjen rovflugor. Inga underarter finns listade i Catalogue of Life.